# Dettviller et Tillier
Dettviller et Tillier sont deux créateurs et réalisateurs de vitraux, actifs surtout dans le centre de la France entre 1950 et jusqu'au début du XXIe siècle.

## Biographie
Georges Dettviller est né en 1888 et mort en 1972 ; Robert Émile Tillier, né à Issoudun le 20 juillet 1930 et mort à Châteauroux le 3 juin 2009 est également peintre-vitrier. Il a été apprenti de Georges Dettviller, puis son associé, et enfin lui a succédé à l'atelier. À 25 ans, en 1955, Robert Tillier est Meilleur Ouvrier de France catégorie vitrailliste. 
C'est vers 1947 que Georges Dettviller ouvre son atelier à Issoudun. Dans un premier temps, et en collaboration avec André-Louis Pierre, ses travaux s'insère dans le style de la période Art déco. Ensuite, lui et Robert Tillier adoptent un style plus symbolique, aux limite de l'abstraction. Au cours des années 1970, Robert Tillier poursuit dans les abstractions géométriques.

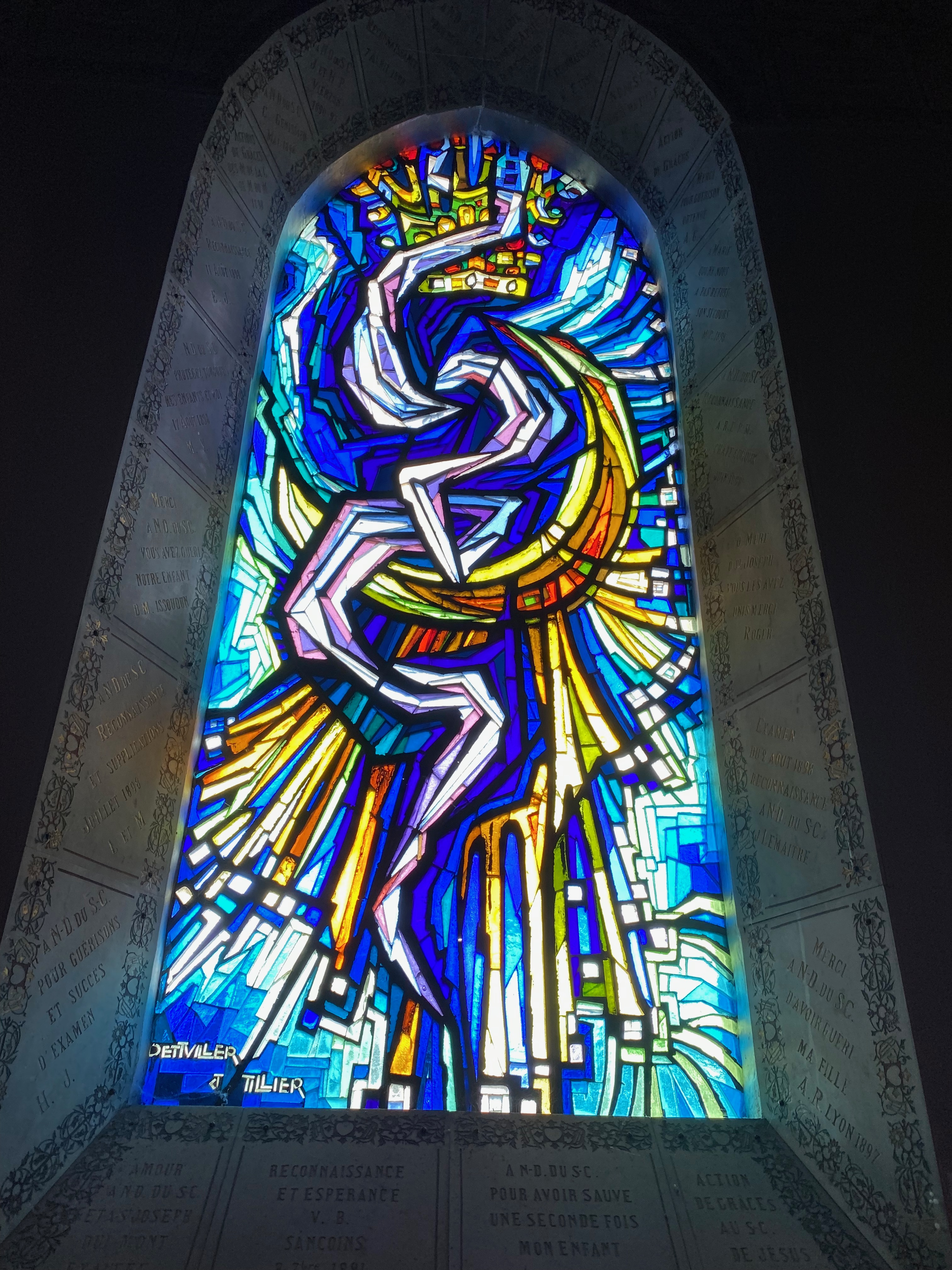
Assomption de la Vierge.

## Réalisations

### Basilique Notre-Dame du Sacré-Cœur d'Issoudun
L'ensemble de plus de cinquante verrières de l’atelier de Julien-Léopold Lobin est en place jusqu'en 1948 ; il est progressivement remplacé, au cours des années 1950 et 1960, par des créations de Georges Dettviller, à l’exception de neuf verrières de la nef de la chapelle Notre-Dame. Les premières créations, installées à partir de 1949 sur la façade de l’édifice, puis en 1953-1954 dans les fenêtres hautes de la nef, sont le fruit d’une collaboration étroite avec le peintre André-Louis Pierre, qui en dessine les cartons. 
Parallèlement, Dettviller crée trois verrières symboliques pour l’abside de la chapelle Notre-Dame et quatre verrières figuratives pour les chapelles latérales de la nef. En 1968, Georges Dettviller s’associe avec son élève Robert Tiller pour la création de seize verrières symboliques destinées aux bas-côtés de la nef. Il s’agit de compositions en dalle de verre et acier inoxydable. Enfin, c’est également à l’atelier de Georges Dettviller que l’on doit les six verrières symboliques de la crypte, elles aussi réalisées en dalle de verre.
Les cartons des vitraux supérieurs de la grande nef sont d'André-Louis Pierre (1905-1964) et exécutés entre 1955 et 1957 dans les ateliers d'Issoudun. Le même maquettiste a réalisé les cartons des chapelles de Saint Joseph et de Saint Jean.
Les cartons des vitraux des bas-côtés sont dus exclusivement
à Robert Tillier et sont exécutés entre 1968 et 1969. Ils sont en dalles de verre de 2 cm d'épaisseur enchâssées
dans une armature en acier inoxydable, selon un procédé unique au monde,
mis au point par les ateliers Dettviller et Tillier.

### Église Saint-André de Châteauroux

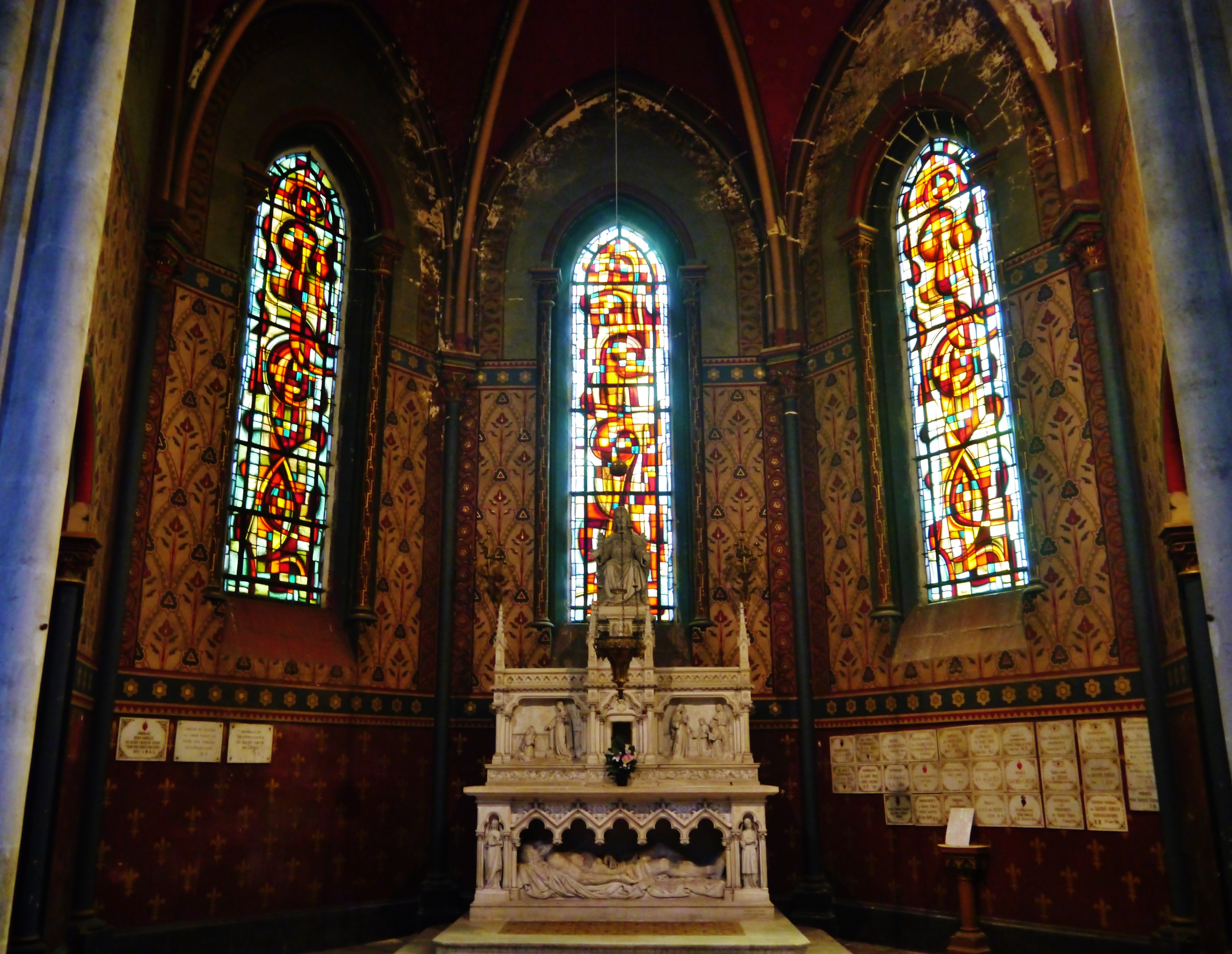
Trois des verrières.

Dans l'église Saint-André, 10 verrières abstraites, dans le déambulatoire (chapelles rayonnantes), sont réalisées en 1962 par Georges Dettviller et Robert Tillier  ; inscription : "G. Dettviller et R. Tillier - Issoudun". Cet ensemble a été créé afin de remplacer les vitraux du XIXe siècle soufflés lors du bombardement de la gare de Châteauroux, le 17 août 1944. Ces verrières présentent des compositions géométriques abstraites aux dominantes alternativement bleues, rouges et mauves.

### Autres réalisations (sélection)

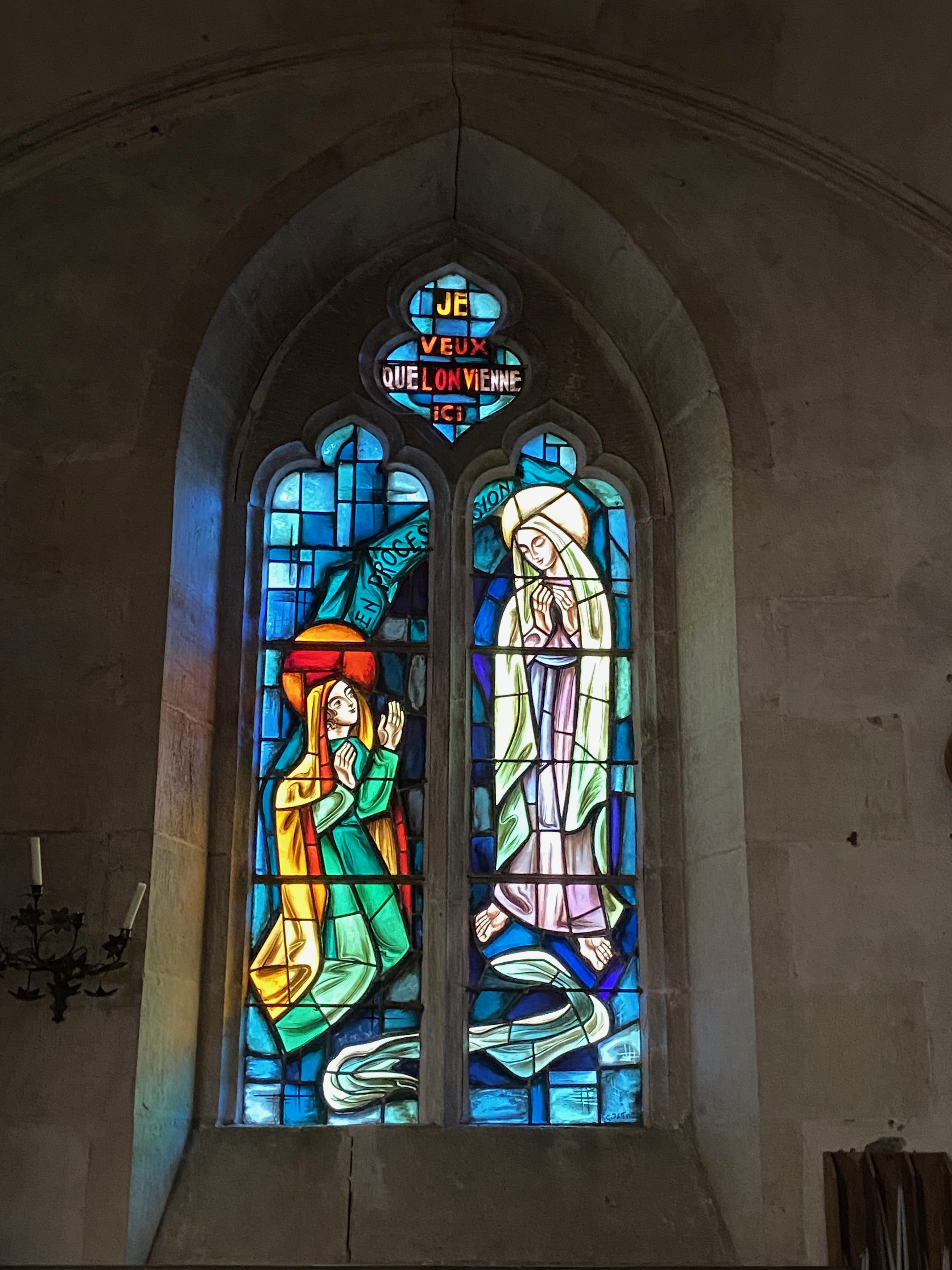
Notre Dame de Lourdes, à Velles (Indre).

- Dès 1920, Georges Dettviller est mentionné dans le cadre de l'érection d'un monument aux morts dans la commune de Mâron[4] : son projet, présenté le 31 mai 1920, indique au verso comme ayant été abandonné, bien que d’aspect très proche du monument définitif.
- Langé : église paroissiale Saint-Jacques, fin des années 1940, baie 3 : sainte Anne, baie 4 : saint François de Sales, baie 5 : sainte Solange, baie 6 : saint Aignan.
- Baudres, église paroissiale Saint Martial, 3e quart du 20 siècle :  6 baies à décor géométrique , dont une partie est attribuable à Dettviller
- Brion, église paroissiale, 4 baies à décor géométrique, signées « Georges Dettviller (Issoudun) »
- Velles, église Saint-Étienne, baie 3 : Notre-Dame de Lourdes, vitrail réalisé après-guerre par Georges Dettviller
- Châteauroux, église Saint- André, 1962 10 verrières abstraites, dans le déambulatoire (chapelles rayonnantes), Georges Dettviller et Robert Tillier  ; inscription : "G. Dettviller et R. Tillier - Issoudun".
- Sainte-Fauste, église paroissiale, baie 1 : la Vierge ; baie 2 : sainte Fauste.  1949 ; Georges Dettviller sur des cartons d’André Louis Pierre.
- Paudy, église Saint-Martin, baie 101 : le Christ Rédempteur ; 2e moitié 20e siècle ; Inscription : "G. Dettviller". Cette verrière présente le Christ bénissant, entouré de l'Alpha et de l'Oméga, portant un livre sur lequel est inscrit « PAX ».
- Saint-Aoustrille, espace multiculte, baie 1 : Vierge en prière 1949 ; baie2 : verrière ornementale date ultérieure ; inscription « G. Dettviller Issoudun 1949 ». Provient de l'ancienne église « effondrée »[5].
- En 1964, un ensemble de vitraux de 80 m2 est commandé pour la chapelle du grand Séminaire des Missionnaires du Sacré-Cœur à Strasbourg et exécuté par Georges Dettviller et Robert Tillier, d’après des cartons d’André-Louis Pierre. Déposés après la vente de la maison en 1978, ils sont acquis par le Centre religieux La Pomarède, près du lac de barrage de Sarrans[6].
- Montipouret, église saint-Martin, baie 0 : la Résurrection. Verrière réalisée dans les années 1960 par Georges Dettviller, d'après une maquette d'André-Louis Pierre. Inscription concernant l'auteur : "Carton de A. L. Pierre - G. Dettviller Issoudun". Cette verrière représente la Résurrection du Christ. Celui-ci est figuré dans la lancette de gauche, tandis que celle de droite montre les soldats gardant le tombeau. Dans le tympan de la baie est représentée la colombe de l'Esprit Saint.